# The Heat Is On (песня Агнеты Фельтског)
«The Heat Is On» — песня шведской певицы Агнеты Фельтског, бывшей вокалистки группы ABBA. Композиция была записана в 1983 году для первого сольного англоязычного альбома исполнительницы, Wrap Your Arms Around Me, и выпущена как первый сингл с него.

## История
Первоначально песня была записана ещё в 1979 году британской певицей австралийского происхождения Noosha Fox, однако трек не смог попасть в чарты. Четыре года спустя, уже в исполнении Агнеты, сингл стал хитом, продав больше копий, чем любой из синглов ABBA за 1982 год. В чартах Великобритании «The Heat Is On» достиг сравнительно высокой 35-й позиции — Агнета смогла выступить успешнее лишь в 2004 году с песней «If I Thought You'd Ever Change Your Mind».
Второй стороной сингла стала песня «Man», — единственная композиция на альбоме, написанная самой Агнетой. Примечательно, что в начале её карьеры, ещё до группы ABBA, большинство песен Фельтског писала сама.
В некоторых странах был выпущен 12" сингл, на который была помещена более длительная по сравнению с альбомной версия песни.
Также эта песня под названием "On the Run" выходила на десятом студийном альбоме Chance рок-группы Manfred Mann’s Earth Band, выпущенном 10 октября 1980 года лейблом «Bronze Records».

## Позиции в чартах
| Чарт(1983)                       | Позиция |
| -------------------------------- | ------- |
| Belgian Singles Chart (Flanders) | 2       |
| Norwegian Singles Chart          | 1       |
| Swedish Singles Chart            | 1       |
| Dutch Top 40                     | 5       |
| French Singles Chart             | 10      |
| Swiss Singles Chart              | 15      |
| German Singles Chart             | 20      |
| Irish Singles Chart              | 28      |
| UK Singles Chart                 | 35      |